# Passeport malgache
Le passeport malgache, est un document de voyage international délivré aux citoyens et citoyennes malgaches, qui peut servir de preuve de la citoyenneté malgache.

## Historique

### Genèse
À la suite de l'indépendance de Madagascar vis-à-vis de la France le 26 juin 1960, un laissez-passer valant passeport est institué à titre provisoire, pour les ressortissants malgaches qui désirent se rendre à l'étranger, par décret le 28 Juillet 1960.
Le passeport malgache est créé, par décret, le 26 mai 1960. S'ensuivent, l'année suivante, le passeport diplomatique et le passeport de service.

### Passeport optique

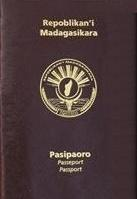
Couverture du passeport optique à partir de 2000

À partir de 2000, la France met en place un passeport à lecture. Ce document est exigé à compter du 1er janvier 2001 arrêtée avec la mise en œuvre du passeport électronique à partir de 2007.
Les nom, date de naissance, nationalité et numéro du passeport sont inscrits sur deux lignes de texte, au bas de la page où figure la photo du détenteur. Ces informations sont suivies de chevrons (<<<) sur la largeur de la page.

### Passeport biométrique
Le 13 mai 2013, dans un contexte de nécessité de conformité aux normes internationales, le passeport biométrique malgache est créé par décret.

## Délivrance et validité
Les passeports malgaches sont uniquement délivrés par la Direction du Contrôle des Migrations, contraignant alors tout demandeur de passeport à se rendre à Antananarivo. Le dépôt de la demande et le retrait du document peut, toutefois, se faire dans une commissariat de police ou un consulat.
Ils sont valables 5 ans et dans le cadre de l'exercice de leurs fonctions, pour les passeports de mission ou de service délivrés aux fonctionnaires.
Une somme de 190 000 Ariary en timbres fiscaux est demandée afin d'établir un passeport.
Un passeport expiré doit être restitué, car il est la propriété de l'État malgache.

## Apparence
Les passeports malgache sont de couleur rouge foncé, avec l'emblème de Madagascar centrée sur la couverture. Le mot « Passeport », accompagné de ses traductions en français et en anglais, est inscrit en dessous de l'emblème ainsi que « Repoblikan'i Madagasikara » au-dessus. La couverture du passeport électronique comporte le symbole du support électronique en bas. La quatrième page de couverture arbore, en reliefs, la carte de Madagascar et ses provinces avec l'intitulé « Repoblikan'i Madagasikara » au-dessus. Le passeport malgache compte 32 pages.

### Page d'identité
Le passeport malgache contient les données suivantes aux pages 2 et 3 :
- Photo du titulaire
- Type du document
- Code du pays (MDG)
- Numéro de passeport
- Nom (1)
- Prénoms (2)
- Nationalité (3)
- Sexe (4)
- Taille (5)
- Couleur des yeux (6)
- Date de naissance (7)
- Lieu de naissance (8)
- Date de délivrance (9)
- Autorité (10)
- Date d'expiration (11)
- Domicile (12)
- Signature du titulaire (13)
- Profession (14)
- Liste des pays où le passeport malgache n'est pas valable (15)(aucun actuellement)

La page d'identité se termine avec une zone optique pouvant être lue par ordinateur.

### Langues
La page d'identité est imprimée en malgache et en français. Une traduction en anglais est ajoutée sur la deuxième page de couverture.

## Liste des pays sans visa ou visa à l'arrivée

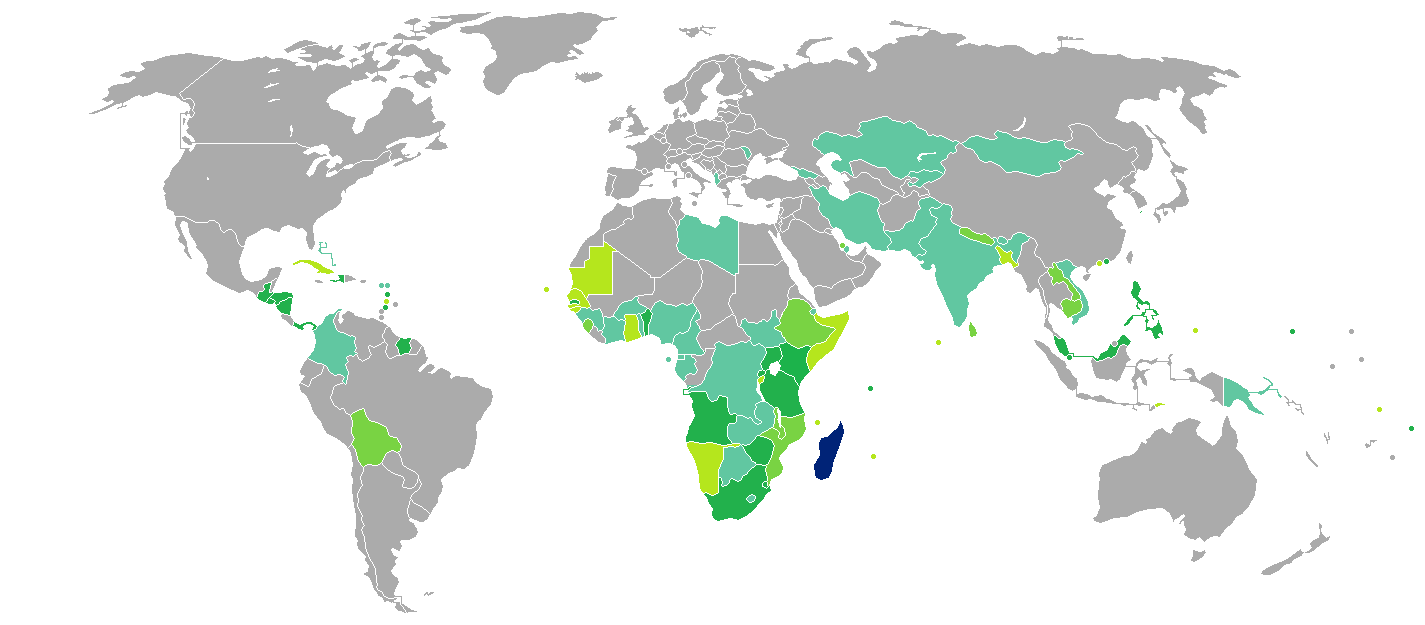
Visa requirements for Madagascar citizens
Madagascar
Visa non nécessaire
Visa à l'arrivée
Système de visa électronique
Visa électronique ou à l'arrivée
Visa requis avant l'arrivée

Voyage sans visa
- pendant 14 jours :
  - Hong Kong
- pendant 21 jours
  - Dominique
  - Philippines
- pendant 1 mois
  - Malaisie
  - Indonésie
  - Singapour
- pendant 90 jours
  - Bolivie
  - Guatemala
  - Malawi
  - Nicaragua
  - Zambie
- pendant 3 mois
  - Bénin
  - El Salvador
  - Honduras
  - Kenya

## Gallerie

Couverture depuis 2013
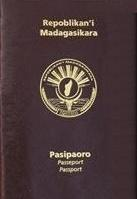
Couverture de 2000 à 2013
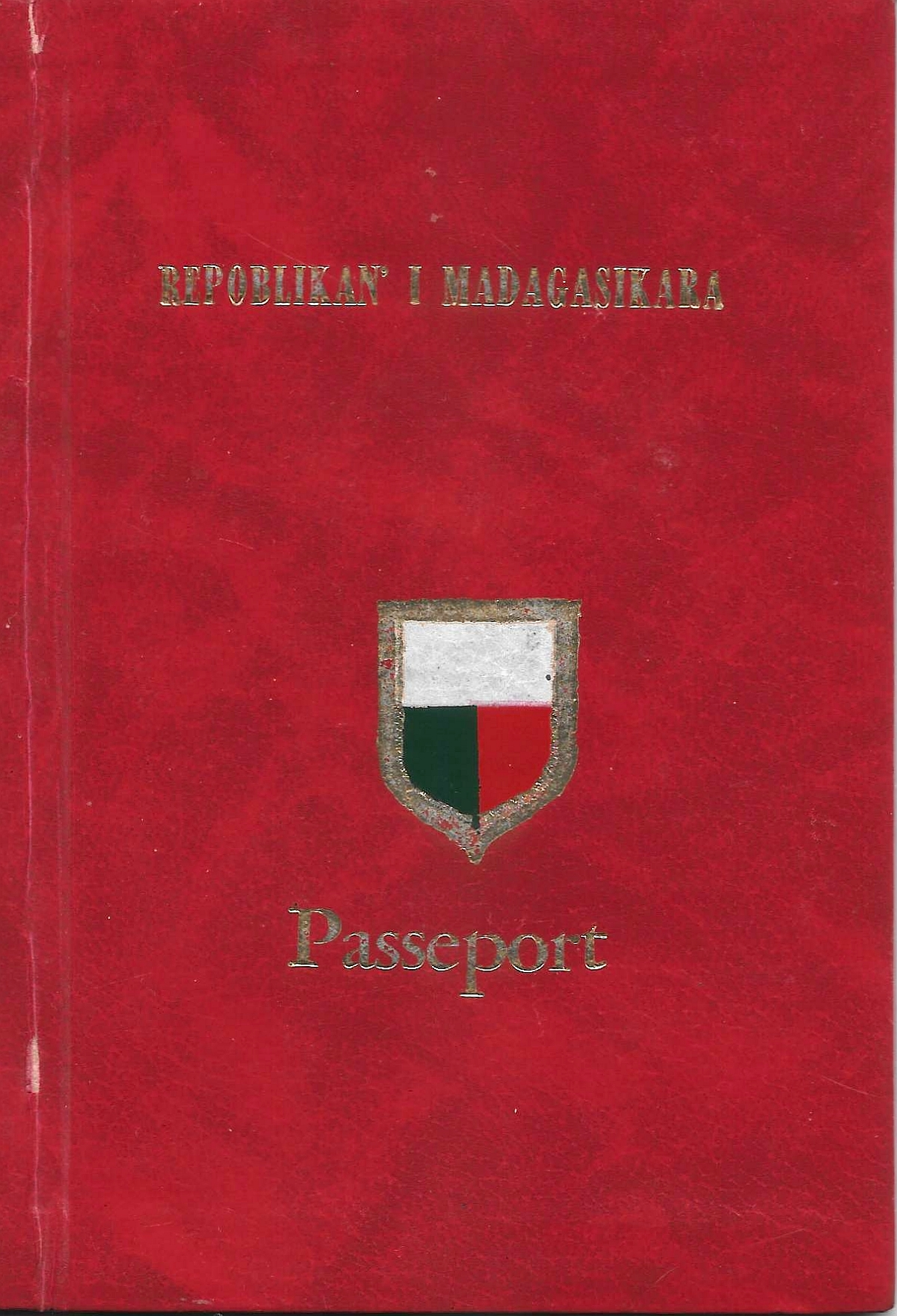
Couverture de 1993 à 2000